# Élisabeth Moreno
|  | Per a altres significats, vegeu «Moreno». |

Élisabeth Moreno (Tarrafal, Cap Verd, 20 de setembre de 1970), és una empresària i política franco-cap-verdiana, presidenta de HP Àfrica després d'haver estat presidenta de Lenovo França. El 6 de juliol de 2020, és nomenada ministra delegada d'igualtat dones-homes, diversitat i igualtat d'oportunitats.

## Biografia
Élisabeth Moreno, nascuda a Tarrafal (Cap Verd), al nord de l'illa de Santiago (Cap Verd), és la filla gran de sis germans. El seu pare treballava a la construcció i la seva mare netejava llars, els seus dos pares no sabien ni llegir ni escriure. La seva família emigra a França l'any 1977, i s'instal·la a la ciutat d'Athis-Mons, a l'Essonne, per trobar una estructura hospitalària que pugui acollir una de les seves germanes, que tenia greus cremades en un accident domèstic.

Com a germana gran, sovint fa de segona mare:
| « | Molt d'hora, he sentit la necessitat de ser un suport per a la meva família. He construït la meva vida en aquest sentit, tractant de trobar les solucions que podrien ajudar-la. I més, ja que els meus pares no sabien llegir ni escriure. Sabeu, tinc finalment un recorregut d'emigrada clàssica. Però això no ha estat mai un pes.. | » |

A l'escola, li proposen una orientació professional, que rebutja ja que desitjava seguir un batxillerat literari, i a continuació fer estudis superiors de dret, per tal de ser advocada. Després d'un master, finalment en dret mercantil a la universitat París XII, s'estrena en un gabinet jurídic.
L'any 1991, funda una empresa constructora amb el seu marit, una societat que compta fins a 30 col·laboradors.
L'any 1998, després d'haver-se divorciat, entra a France Telecom per portar les vendes pimes i PMI de la regió París Sud. L'any 2002, passa a Dell com a directora de grans comptes i s'hi queda deu anys, passa per la divisió marroquina del grup, a continuació és promoguda directora comercial EMEA (Europa Moyen Orient Àfrica) de Dell pels grans comptes estratègics, en la seva tornada a França. Es beneficia de la possibilitat, igualment, durant la seva estada en aquesta empresa, de reprendre temporalment estudis amb 35 anys el 2006, per obtenir un Màster en administració d'empreses a l'ESSEC i a la universitat de Mannheim a Alemanya Esdevé igualment jutge consular voluntari al tribunal de comerç de Bobigny el gener de 2015, després de formació a l'Escola nacional de la magistratura,.
Té igualment compromisos associatius, havent participat en sobretot la fundació, amb altres cap verdians, del Cabo Verde business club l'any 2005, i de la Casa Cabo Verde de 2008 a 2011, amb accions focalitzades en la diàspora cap-verdiana a França.
L'any 2012, és reclutada per Lenovo com a directora comercial Europa. Cinc anys més tard, l'any 2017, esdevé presidenta directora general França del grup Lenovo. Els seus pares tornen a Cap Verd, on es fan càrrec d'un hotel.
El gener de 2019, és anomenada presidenta de HP Àfrica, i s'instal·la, amb el seu segon marit i una de les seves dues filles a Sud-àfrica
El 6 de juliol de 2020, és nomenada, al govern Castex, ministra encarregada de la Igualtat entre dones i homes, de la Diversitat i de la Igualtat d'oportunitats, en lloc de Marlène Schiappa. Associacions feministes critiquen la seva nominació per la seva posició sobre l'assetjament al treball.

## Filmografia
El juny de 2019, el film Morabeza, la force du mouvement, un documental testimoniatge que tracta de la migració cap-verdana a Europa tracta, entre d'altres, el seu recorregut personal.